# Karen Harup

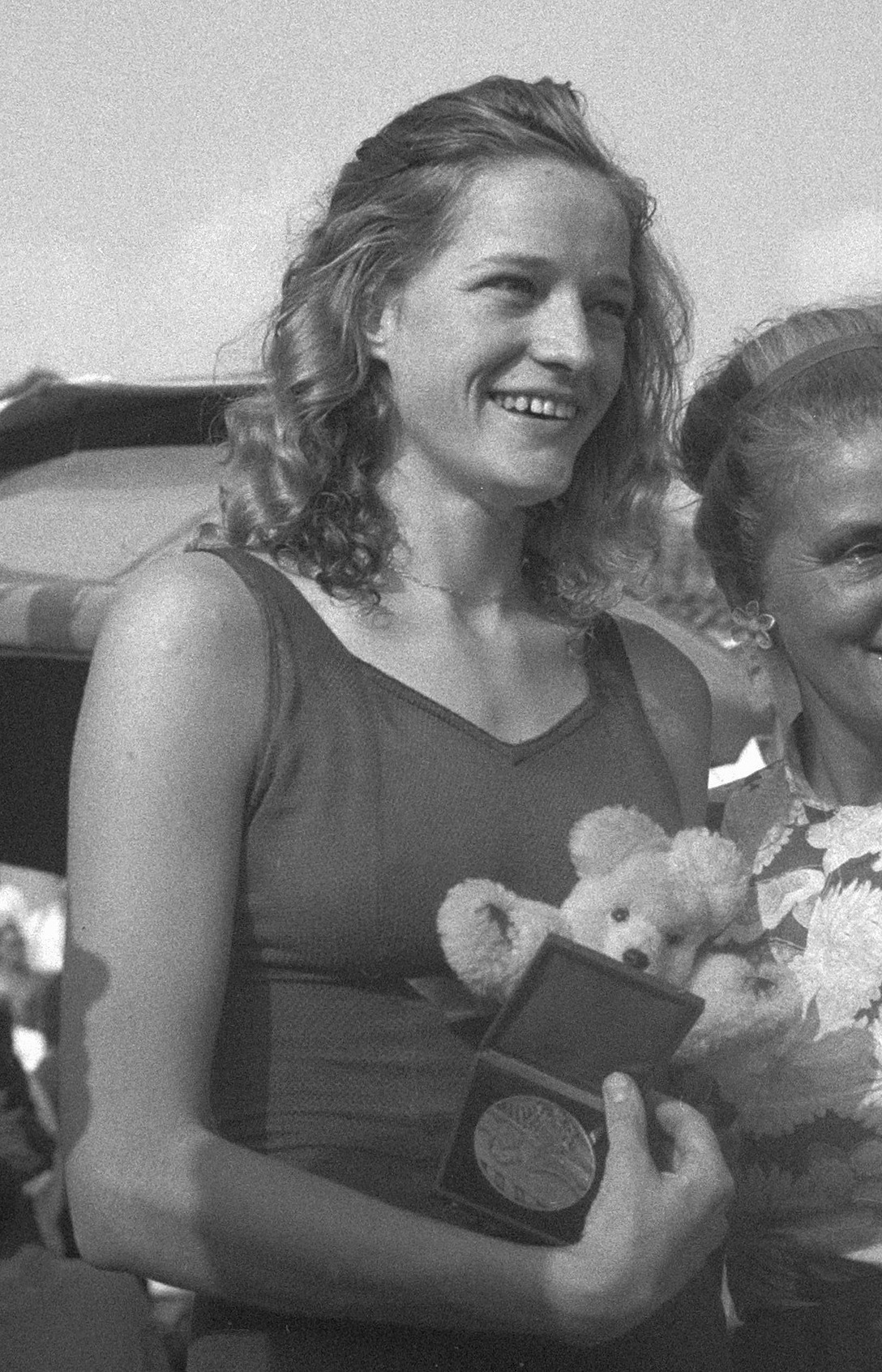
Karen Harup (links) in 1947

Karen Margrethe Harup Petersen (Skovshoved, 20 november 1924 – 19 juli 2009) was een Deens zwemkampioene.
Harup nam in 1948 deel aan de Olympische Spelen in Londen en werd er olympisch kampioene 100 meter rugslag. Zij behaalde toen ook een zilveren medaille  op de 400 meter  vrije slag en de 4 x 100 meter vrije slag. Harup vestigde in haar loopbaan twee wereldrecords, namelijk dat van  de 4 x100 yard vrije slag in 1943 en  van de 100 meter wisselslag  in 1947. Na haar actieve zwemcarrière werd zij trainer.